# دیگو دلا واله
دیگو دلا واله (به ایتالیایی: Diego Della Valle) (زاده ۳۰ دسامبر ۱۹۵۳) کارآفرین، بازرگان و مدیر اجرایی ایتالیایی است، که در حال حاضر به‌عنوان مدیر عامل اجرایی و رییس هیئت مدیره شرکت تادس فعالیت می‌کند. وی از اعضای هیئت مدیره شرکت‌های فراری، مازراتی و ال و ام هاش نیز می‌باشد.